# بنجامین ویتاکر
بنجامین ویتاکر (انگلیسی: Benjamin Whittaker؛ زادهٔ ۶ ژوئن ۱۹۹۷) بوکسور اهل بریتانیا است.